# 공군 ACE
공군 ACE(空軍 - , Airforce Challenge E-sports, 공군 에이스)는 대한민국의 前 프로게임단이다. 현존 당시 스타크래프트, 스타크래프트 II 종목을 운영하였다.
2012년 11월 해체를 선언하여 2014년 3월 4일 공식 해체되었다.

## 역사

### 게임단의 창설
대한민국 공군은 공군에 대한 이미지 제고와 사기 진작을 위해서 2007년 4월 3일 세계 최초로 군 e스포츠팀 공군 ACE(Airforce Challenges E-sports)를 창단했다. Ace로 팀명을 정한 것은 공군에서 전시에 최고의 전투기 조종사에 붙여지는 명칭인 에이스로 정한 것으로 밝혀졌다.
공군 ACE는 e스포츠계의 상무로 일컬어졌고, 군입대를 앞두고 활동이 제한된 선수들이 공군에 지원함으로써 선수생활을 계속할 수 있었다. 뿐만 아니라, e스포츠의 매개인 스타크래프트의 특성상, 단기간이라도 연습을 하지 않으면 실력이 크게 뒤처지기 때문에 병역 문제는 e스포츠계의 걸림돌로 작용해 왔었는데(현재까지 일반병사나 공익근무요원으로의 병역필 이후 복귀에 성공한 선수는 거의 없었다.), 공군의 팀창단으로 지속적인 연습을 가능케 하여 추후 제대 시 게임계로의 복귀의 가능성을 열어둘 수 있게 하였다. 그리하여 오랫동안 입대를 미루어왔던 임요환, 강도경, 최인규, 이재훈, 이주영, 김선기, 성학승, 김환중, 박대만 등 프로게이머 경력이 오래된 선수들이 입대 후에도 활동을 계속하고자 공군에 지원하였다.
이런 의도 외에도 공군팀은 올드 e스포츠 팬들에게도 새로운 볼거리를 제공하였다. 세대교체와 변화가 빠르게 이루어지는 e스포츠계에서, 과거의 유명 선수들은 신인들에 밀려 개인전은 물론 프로리그에도 출전모습을 보기가 힘들어졌다. 그러나 공군 팀의 창단으로, 그러한 올드 게이머들이 주전으로 기용되고, 그들의 모습을 그리워 하는 팬들을 e스포츠에 붙잡아 둘 수 있는 계기를 마련하였다.
실제로 공군 입대 후 노장들이 기대 이상의 기량으로 선전하는 경우도 존재했다.
특히 임요환은 군 복무 중이었던 신한은행 프로리그 2007 후기 리그에서 11승 10패로 염보성과 함께 테란 다승 공동 1위로 건재함을 과시하였으며 수많은 명경기(vs 구성훈,윤용태,이영호,강민,마재윤,김택용 등 )를 만들어냈다. 또한 2007년 5월 6일 김택용(SK 텔레콤 T1)을 상대로 고스트의 락다운까지 사용하며 완벽한 모습을 선보인 최인규와 2009년 6월 20일 역시 김택용을 왕년의 폭풍으로 제압한 홍진호의 승리는 많은 e스포츠 팬들에게 큰 감동을 선사한 것으로 유명했다.
또한 염보성과 이재호(이상 MBC게임 히어로)에게 팀내 주전경쟁에서 밀리며 젊은 나이임에도 공군행을 택한 민찬기의 입대 이후로는 공군 ACE에 올드 게이머들 외에도 주전 자리를 확보하지 못한 후보 선수들이 합류하는 경우가 잦아졌다. 이러한 부류의 선수들은 비록 상대적으로 높은 지명도를 갖추지는 못했지만, 감춰졌던 자신의 기량을 십분 발휘하며 팀의 유효한 전력으로 자리잡았다.

### 공식전 18연패
공군은 신한은행 프로리그 09-10 시즌에서 1라운드에서 7패를 거둔 후 2라운드 전패, 그리고 3라운드도 7전 전패행진을 해왔다. 특히 다른 프로게임단의 에이스가 아닌 선수(하이트 스파키즈의 이호준, 위메이드 폭스의 전태양 등)에게 올킬을 당하는 수모를 보였고 이 기록은 프로리그 사상 가장 많은 연패 기록이 되었다.(기존 최다 팀대항 연패는 이스트로와 STX SouL이 이룬 14연패였다.)
2010년 3월 1일 신한은행 위너스리그 09-10 화승 OZ vs 공군 전에서 화승은 프로리그 순위와 위너스 리그 순위가 낮았기 때문에 득실의 확보를 위해 선봉에 이제동을 내보냈으나, 이제동은 1킬 후 김성기의 교묘한 체제 교란(자신의 체제가 바이오닉인 것처럼 기만한 후 2팩토리에서 벌처를 생산, 메카닉 체제로 가는 척하다가 배럭스를 늘려서 바이오닉으로 다시 체제전환)에 속아넘어가며 스나이핑당하고 말았다. 그 후 화승은 차봉으로 구성훈을 내보냈고, 김성기를 잡아낸 구성훈은 공군의 중견 박정석에 의하여 또 스나이핑 당하였다. 박정석은 화승의 중견 김경모(현 공군 ACE)에게 패배했으나 대장으로 출격한 민찬기가 김경모와 박준오를 잡아냄으로써 공군은 4:3으로 7세트까지 가는 접전 끝에 화승을 제압하고 18연패의 사슬을 끊는 귀중한 1승을 거뒀다. 이 날 인터뷰와 해설진에 의하여 밝혀진 내용에 의하면, 김성기는 연습 상대가 부족한 상황에서 이제동을 잡아내기 위해서 팀원들이 팀밀리(다수 유저가 한 종족을 컨트롤하는 경기방식)로 연습을 도와 줬다고 하여 감동을 안겼다.
또한, 3월 6일에는 SK텔레콤 T1(vs 최호선, 박재혁, 이승석, 정명훈)을 상대로 승리를 거둠으로서 값진 2연승을 거둠과 더불어, 2007년 4월 신한은행 프로리그 2007 참가 이래 프로리그에서 단 한 차례도 이겨 보지 못했던 SK텔레콤을 상대로 처음으로 승리를 기록했다. 아울러 공군은 이날 승리로 프로리그 참가 3년 만에 전 프로게임단을 상대로 승리하는 성과를 얻었다.

### 첫 4연승과 두 자리 수 승리
공군은 신한은행 프로리그 09-10 시즌 중반 프로리그 역사상 최다 연패인 18연패를 기록하는 등 극심한 부진을 겪었다. 더불어 2010년 e스포츠의 판도를 크게 뒤흔든 승부조작 사건에 공군 소속 김성기가 연루되어 로스터에서 제외되면서 최악의 침체를 이어갔다. 이런 분위기는 5라운드에 들어서도 10연패를 기록하며 계속되는 듯 하였다.
그런데 2010년 6월 7일 1위팀 KT 롤스터 전에서 공군은 극적 반전의 계기를 마련한다. 1세트에서 홍진호는 우정호를 기습적인 2cm 드랍 작전을 통해 무너뜨렸다. 3경기에서는 박태민이 김재춘을 상대로 깔끔한 경기력으로 승리하였다. 하지만, 4세트에서는 공군의 에이스였던 민찬기가 '최종병기' 이영호에게 완패를 당하면서 승부는 에이스 결정전에서 판가름나게 되었고, 에이스 결정전의 대진이 민찬기와 이영호의 재대결로 결정되면서, 4라운드에서도 이영호에게 민찬기가 두 차례 패배하며 승리를 내준 바 있었던 공군의 승리는 불투명해 보였다. 그러나 민찬기는 4세트에서와는 확연히 달라진 엄청난 경기력으로 시종일관 이영호를 찍어누르며 압승을 거두며, 팀의 10연패를 끊어내는 데에 성공했다.
이후 SK텔레콤 T1과 삼성전자 칸에게 패배한 공군은 2010년 6월 19일 인상적인 캐리어 운영으로 이재호를 제압한 박영민과 박태민, 민찬기의 활약으로 MBC게임 히어로를 3:1로 물리쳤다. 다음 경기인 하이트 스파키즈전에서는 상대팀의 에이스 신상문이 불참하는 행운 속에 5개월만의 승리를 기록한 서지훈과 민찬기, 홍진호의 활약으로 3:1로 승리했다. 이어진 화승 OZ전에서는 대 저그전 최강자 이제동을 꺾는 기염을 토한 홍진호를 앞세워 또다시 3:1로 승리하며 3연승을 기록했으며, 결국 2010년 7월 4일 STX Soul과의 경기에서도 오영종의 프로리그 통산 100승에 이은 민찬기, 홍진호의 승리로 3:1로 승리함으로써 공군 창단 최초 4연승과 함께 프로리그 참가 이후 최초의 두 자리 승수 달성에 성공하게 되었다. 민찬기와 홍진호는 연승 기간 중 각각 3전 전승을 기록하며 4연승을 진두지휘했다. 공군은 남겨진 두 경기를 모두 패배하며 10승 45패로 09-10 시즌을 마감하였지만, 시즌 막판 인상적인 투혼을 보여 주며 차기 시즌에 대한 전망을 밝게 했다.

### 최강 공군 ACE
2기 공군 멤버의 최고참 박정석(전역후 KT 롤스터로 복귀)과 오영종(화승 오즈로 복귀), 한동욱(은퇴)이 전역하였고, 이 공백을 김경모와 안기효, 손석희, 이성은의 전입으로 메우며 공군은 새로운 신한은행 프로리그 10-11 시즌을 시작하였다. 프로게이머 경력이 미미하거나 기량이 매우 저하된 신병들의 유입으로 인해 공군에의 기대치는 이전보다도 낮았고, 예상대로 공군은 2승 7패를 기록하며 1라운드를 마무리하였다. 그러나 주목받지 않았던 김경모가 1라운드부터 5할이 넘는 승률을 유지하며 김윤환(STX SouL), 염보성(MBC게임 히어로) 등을 꺾어내는 등의 가능성을 보여 주며 새로운 에이스로 등극, 팀체질 개선이 순조로움을 입증하였다.
이어진 2라운드는 공군 역사상 최고의 기세를 뽐낸 라운드였다. 지난 2년에 걸쳐 김택용, 이제동, 김윤환, 신상문 등의 에이스급 선수를 상대로 거짓말같은 승리를 이끌어낸 홍진호가 2010년 12월 30일 KT 롤스터로 전역하였으나, 에이스 김경모는 2라운드까지 공군의 프로리그 전경기에 출전, 11승 8패의 고승률을 유지하며 전체 다승 순위 공동 12위를 유지, 공군 역사상 최초의 5할 이상의 승률을 가진 선수가 되었다. 김경모를 가리켜 과거 팀동료 이제동(화승 오즈)의 군대 버전이라는 뜻의 '군제동'이라 일컫게 된 것도 이 즈음이었다. 환골탈태한 프로토스전을 선보이며 김구현(당시 STX Soul/현 공군Ace)에게 역전승을 거두는 등 2라운드 전적 4승 3패를 기록한 이성은과 3승 1패를 기록한 손석희 역시 팀의 상승세를 이끈 한 축이었다. 2라운드 들어 전입한 변형태와 김태훈 역시 각각 공군 데뷔전을 승리로 장식하며 상승세에 날개를 얹어 주었다. 또한 이전까지 테란에게 저그가 한 경기도 이기지 못했던 맵 '벤젠'에서 강호 구성훈(화승 오즈)과 전태양(위메이드 폭스)에 이어 이재호(당시 MBC게임 히어로, 현 웅진 스타즈)까지 훌륭한 경기력으로 연파한 박태민(은퇴, 온게임넷 해설위원으로 전향)이 활약하였고, 3개월만에 출전한 서지훈 역시 탑클래스 게이머 정명훈(SK 텔레콤 T1)을 완벽하게 찍어누르는 등 선임병들도 제 몫을 해 줬다. 2연승과 3연승을 한 차례씩 기록하였고, 2연속 4:0 승리도 기록했던 공군의 2라운드 성적은 5승 4패로 팀 역사상 최초의 위닝 라운드가 달성되었고, 중간 순위는 7승 11패로 8위, 포스트시즌 진출권인 6위팀을 1경기 차이를 두고 추격하는 대파란을 연출했다. 특히 승패에 비해 매우 양호한 세트 득실(-3)을 보유하며, 포스트시즌행에 대한 희망을 현실적인 것으로 만들었다. 에이스 김경모의 패배에도 불구 나머지 세트를 싹쓸이하며 4:1로 STX SouL을 꺾는 등의 저력을 보여 줬던 2010년 말의 공군 에이스를 두고 사람들은 '역대 최강 공군'이라는 평을 주저하지 않았다.
그러나 승자연전 방식의 위너스 리그에 들어서며 공군의 예상치 못한 몰락이 시작되었다. 공군은 전 라운드 마지막 삼성전자 칸전의 패배를 더해 16연패를 기록하며 끝도 없는 나락으로 빠져들었다. 경기 내용은 더욱 처참했다. 공군은 3라운드 9경기 중 무려 5차례의 올킬 패배(대 KT 롤스터(김대엽), 폭스(전태양), SK 텔레콤 T1(김택용), MBC게임 히어로(박수범), 화승 오즈(구성훈)전)를 당했으며, 3:4 패배조차 한 번도 없을 정도의 무기력함으로 일관했다. 이는 멀티킬이 가능한 확실한 에이스가 부재한 팀 상황에서 기인한 것으로 보이는데, 14연패 시점까지의 개인 연승이 팀을 통틀어 김경모의 2연승 두 차례에 불과했으며, 나머지 선수들은 잘 풀려도 '1승 카드'에 머물고 말았다는 점이 뼈아팠다. 전 라운드에서 안정적인 승수를 챙겨 주던 김경모도 이전 라운드에 보이지 않았던 대 저그전의 약세가 지속되면서 대 저그전 7연패를 기록, 스나이핑이 가능한 승자 연전 방식에서 치명적인 약점을 노출하며 연패 기간 성적 8승 14패에 머물며 팀을 구해내는 모습을 보여 주지 못했다. 또한 이성은은 연패 기간 위너스 리그 10전 전패와 프로리그 11연패를 기록하며 팀 몰락의 원흉으로 지목받았다.
위너스리그 전패가 유력해 보였던 공군은 개인리그 예선을 통해 반전의 기틀을 마련했다. 2011년 3월 3일 펼쳐진 2010 MSL 서바이버 토너먼트 예선전에서 공군의 주력 선수들인 민찬기, 김경모, 손석희, 이성은이 예상을 뒤집고 예선 통과에 성공했다. 특히 민찬기는 오른팔에 깁스를 한 부상 중에도 예선을 통과하는 저력을 보였다. 이후 공군은 보다 끈질긴 모습을 보이며 연패 탈출에 사력을 다했다. 3월 5일 벌어진 웅진 스타즈와의 경기에서 공군은 선봉 이성은이 11연패를 끊어내고 2킬, 차봉 손석희가 웅진 중견 이재호를 잡아내며 위너스 리그 10-11 시즌 최초로 한 경기 3세트를 따 내는 데 성공했다. 3월 8일의 폭스와의 경기에선 폭스 선봉 신노열에게 3명이 무너지며 패색이 짙었으나, 대장으로 출격한 이성은이 역 3킬을 해내며 위너스 리그 10-11 시즌 최초로 개인 3킬 달성에 성공했다. 비록 이 두 경기는 각 팀의 에이스 김명운과 전태양을 극복하지 못한 공군이 패배했지만, 인상적인 경기들을 선보이며 두 경기 연속으로 매치포인트까지 상대를 몰아붙이며 공군의 의지를 팬들에게 각인시켜 주었다. 특히 두 경기의 역전승을 포함 3킬을 달성하고, 패색이 짙은 상황에서도 끝까지 전태양에게 항전한 이성은의 투혼은 e-스포츠 팬들에게 깊은 인상을 남겼다. 결국 공군은 3월 12일 변형태의 선봉 승리와 차봉 손석희의 3킬에 힘입어 MBC게임 히어로를 4:1로 격파, 16연패를 마감하는 귀중한 승리를 달성했고, 위너스 리그 최종전에선 위너스 리그 포스트 시즌에 진출한 하이트 엔투스를 4:2로 물리치며 2승 16패로 위너스 리그를 마감한다. 위너스 리그의 갑작스러운 부진으로 인해 10-11 시즌에도 공군은 사실상 포스트시즌 진출은 물론 최하위 탈출도 힘든 처지에 놓였으나, 위너스 리그의 마지막에 이르러 팀 분위기 쇄신에 성공하는 모습을 보였고 가장 좋은 페이스를 보였던 프로리그 방식이 다시 사용된다는 점에 희망을 걸어 볼 수 있겠다. 10-11리그도 순위는 10위를 하였으나 역대 최고인 17승을 기록하였고, 또한 선수층이 더욱 두터워져서 공군이 예전처럼 약체팀이라는 이미지를 벗어나게 되었다. 특히 이성은과 변형태, 김경모의 맹활약이 빛을 발했다. 다음 시즌에서도 이와 비슷한 행보로 갈것으로 보인다. 또한 김구현과 차명환이 다음 시즌부터 합류하게 되어 공군의 전력은 더 탄탄해질것으로 보였다.
2011-2012 SK Planet 프로리그 개막전에서 KT를 상대로 역스윕 (2:0 스코에서 3경기를 내리이겨서 3:2로 이기는) 파란을 일으켰으나, 그이후에 제8게임단과 CJ에게 2연패를 당해서 2011년 12월 11일 현재 프로리그 순위 6위를 기록중이다. 그 후 최강의 엔트리 카드를 구사하여 승을 챙겨 중위권 순위를 유지했다. 그러나 1라운드까지는 중위권 성적을 보였으나, 2,3라운드에서 계속되는 연패와 팀 내부의 문제 등 여러 가지 악조건으로 인해 SK플래닛 프로리그에서도 꼴찌자리를 피할 수 없었다.

### 해체
공군 ACE는 이미 2007년 말부터 국방부 종합감사에서 "프로게임단 '공군 ACE'가 원래 편제기능에 맞지 않는다"는 주장이 나오면서 이후 2012년까지 5년동안 수많은 비판을 받았다. 2012년 7월 23일, 아시아경제는 공군 관계자가 "에이스팀은 군 입장에서 젊은 층을 상대로 이미지 개선을 효과를 거두었지만 게임시장의 변화에 따라 팀을 해체할 수 밖에 없다"라면서 현재 더 이상 신병을 모집하고 있지 않아 자연스럽게 해체될 전망이라 보도했으며, e스포츠 전문 매체 포모스도 사실 가능성이 매우 높다고 보도했다. 실제로 2011년 11월에 열린 SK플래닛 스타크래프트 프로리그 11-12 이후 별다른 활동을 하지 않았으며 2012년 한 해 동안 신병을 3월 5일에 1명만 모집하고 이후로는 모집을 하지 않았다. 결국 SK플래닛 스타크래프트2 프로리그 12-13부터 불참을 선언하면서 해체 수순을 밟게 되었다. 기존 공군 ACE 소속의 프로게이머들은 보직을 변경 후 2013년 7월까지 군복무를 이어나갔고 3월 5일에 마지막으로 입단했던 김승현이 2014년 3월 4일에 제대하면서 완전히 해체되었다.

## 게임단 연혁

#### 주요선수 입대, 전역기록
- 2006년 6월 12일 조형근, 강도경, 최인규 공군기본군사훈련단 입대
- 2006년 7월 25일 조형근, 강도경, 최인규 공군중앙전산소 e-sports팀으로 배속
- 2006년 10월 9일 임요환 공군기본군사훈련단 입대
- 2006년 11월 13일 성학승 공군기본군사훈련단 입대
- 2007년 1월 27일 SuperFight 단체경기 공군팀 출전
- 2007년 2월 12일 이재훈, 김환중, 김선기 공군기본군사훈련단 입대
- 2007년 3월 9일 공군팀 제2회 KeSPA컵 출전
- 2007년 4월 3일 공군 ACE(Airforce Challenge E-sports)팀 창단
- 2007년 6월 25일 이주영, 박대만 공군기본군사훈련단 입대
- 2007년 12월 31일 제 2대 감독 김평강 중위 전역, 제 3대 감독 유성렬 중위 취임
- 2008년 3월 19일 2007 대한민국 e-SPORTS 대상 페어플레이상
- 2008년 8월 29일 조형근, 강도경, 최인규 전역
- 2008년 9월 22일 박정석, 오영종, 한동욱 공군기본군사훈련단 입대
- 2008년 11월 24일 홍진호, 차재욱 공군기본군사훈련단 입대
- 2008년 12월 12일 2008 신지식 최우수 단체상
- 2008년 12월 21일 임요환 전역
- 2009년 1월 23일 성학승 전역
- 2009년 2월 16일 박태민 공군기본군사훈련단 입대
- 2009년 3월 9일 서지훈 공군기본군사훈련단 입대
- 2009년 4월 17일 이재훈, 김환중, 김선기 전역
- 2009년 4월 21일 박정석 프로리그 최초 100승 기록
- 2009년 4월 22일 2009년판 '기네스 세계 기록 게이머편(Guinness World Records Gamer`s Edition) 등재
- 2009년 5월 25일 민찬기 공군기본군사훈련단 입대
- 2009년 8월 24일 이주영, 박대만 전역
- 2009년 10월 26일 박영민 공군기본군사훈련단 입대
- 2009년 12월 31일 제 3대 감독 유성렬 중위 전역, 제 4대 감독 박대경 중위 취임
- 2010년 5월 31일 김경모 공군기본군사훈련단 입대
- 2010년 6월 28일 안기효 공군기본군사훈련단 입대
- 2010년 7월 4일 오영종 프로리그 100승 기록, 창단 후 최초 프로리그 단일 시즌 두 자리 팀승수 기록
- 2010년 7월 26일 손석희 공군기본군사훈련단 입대
- 2010년 8월 30일 이성은 공군기본군사훈련단 입대
- 2010년 10월 25일 김태훈, 변형태 공군기본군사훈련단 입대
- 2010년 10월 29일 박정석, 오영종, 한동욱 전역
- 2010년 12월 30일 홍진호, 차재욱 전역
- 2011년 2월 28일 임진묵 공군기본군사훈련단 입대
- 2011년 3월 17일 박태민 전역
- 2011년 4월 1일 코치 김남기 하사 전입
- 2011년 4월 4일 고인규 공군기본군사훈련단 입대
- 2011년 4월 9일 서지훈 전역
- 2011년 4월 25일 코치 오동수 중사 전출
- 2011년 4월 25일 권수현, 이정현 공군기본군사훈련단 입대
- 2011년 6월 30일 제 4대 감독 박대경 중위 전역, 제 5대 감독 송동균 중위 취임
- 2011년 6월 21일 민찬기 전역
- 2011년 9월 26일 차명환 공군기본군사훈련단 입대
- 2011년 10월 24일 김구현 공군기본군사훈련단 입대
- 2011년 11월 15일 박영민 전역
- 2012년 3월 5일 김승현 공군기본군사훈련단 입대
- 2012년 6월 9일 김경모 전역
- 2012년 7월 6일 안기효 전역
- 2012년 8월 2일 손석희 전역
- 2012년 9월 4일 이성은 전역
- 2012년 10월 27일 김태훈, 변형태 전역
- 2013년 2월 27일 임진묵 전역
- 2013년 4월 3일 고인규 전역
- 2013년 4월 24일 권수현, 이정현 전역
- 2013년 9월 25일 차명환 전역
- 2013년 10월 23일 김구현 전역
- 2014년 3월 4일 김승현 전역 및 게임단 해체

## 프로리그결과
| 년도      | 리그                                   | 순위 | 경기 | 승 | 패 | 벌점 | 승점 | 포스트시즌 | 주요선수                                                               | 감독   |
| --------- | -------------------------------------- | ---- | ---- | -- | -- | ---- | ---- | ---------- | ---------------------------------------------------------------------- | ------ |
| 2007      | 신한은행 전기                          | 12위 | 22   | 6  | 16 | 0    | -28  | 진출실패   | 강도경, 최인규, 조형근, 임요환, 성학승                                 | 정철하 |
| 2007      | 신한은행 후기                          | 12위 | 22   | 3  | 19 | 0    | -27  | 진출실패   | 강도경, 조형근, 임요환, 성학승, 박대만, 이주영                         | 김평강 |
| 2008      | 신한은행 2008                          | 11위 | 22   | 6  | 16 | 0    | -22  | 진출실패   | 강도경, 조형근, 임요환, 성학승, 박대만, 이주영                         | 유성렬 |
| 2008-2009 | 신한은행 위너스리그 08-09              | 12위 | 11   | 1  | 10 | 0    | -18  | 진출실패   | 이주영, 박정석, 오영종, 한동욱, 홍진호, 박태민, 서지훈                 | 유성렬 |
| 2008-2009 | 신한은행 08-09                         | 12위 | 55   | 9  | 46 | 1    | -79  | 진출실패   | 임요환, 이주영, 박정석, 오영종, 한동욱, 홍진호, 박태민, 서지훈         | 유성렬 |
| 2009-2010 | 신한은행 위너스리그 09-10              | 12위 | 11   | 2  | 9  | 0    | -22  | 진출실패   | 박정석, 오영종, 한동욱, 홍진호, 박태민, 서지훈, 민찬기, 박영민         | 박대경 |
| 2009-2010 | 신한은행 09-10                         | 12위 | 55   | 10 | 45 | 1    | -86  | 진출실패   | 박정석, 오영종, 한동욱, 홍진호, 박태민, 서지훈, 민찬기, 박영민         | 박대경 |
| 2010-2011 | 신한은행 위너스리그 10-11              | 12위 | 18   | 2  | 16 | 0    | -35  | 진출실패   | 박영민, 김경모, 손석희, 이성은, 김태훈, 변형태, 임진묵, 고인규         | 박대경 |
| 2010-2011 | 신한은행 10-11                         | 10위 | 54   | 17 | 37 | 0    | -46  | 진출실패   | 박영민, 김경모, 손석희, 이성은, 김태훈, 변형태, 임진묵, 고인규         | 박대경 |
| 2011-2012 | SK플래닛 스타크래프트 프로리그 시즌 1  | 8위  | 21   | 6  | 15 | 0    | -22  | 진출실패   | 김경모, 손석희, 이성은, 김태훈, 변형태, 임진묵, 고인규, 차명환, 김구현 | 송동균 |
| 2012      | SK플래닛 스타크래프트Ⅱ 프로리그 시즌 2 | 8위  | 21   | 5  | 16 | 0    | -33  | 진출실패   | 이성은, 김태훈, 변형태, 임진묵, 고인규, 이정현, 차명환, 김구현, 김승현 | 송동균 |

## 역대 팀 감독
공군 ACE의 감독은 전부 장교로 재임중인 감독이며, 전부 중위가 맡는다.
- 1대 감독 : 정철하 중위 (재임 기간 : 2007년)
- 2대 감독 : 김평강 중위 (재임 기간 : 2007년 ~ 2008년)
- 3대 감독 : 유성렬 중위 (재임 기간 : 2008년 ~ 2009년)
- 4대 감독 : 박대경 중위 (재임 기간 : 2009년 ~ 2011년)
- 5대 감독 : 송동균 중위 (재임 기간 : 2011년 ~ 2012년)

## 역대 팀 코치
공군 ACE의 코치는 플레잉 코치를 제외하면 전부 부사관 출신이며, 전부 중사, 하사가 맡는다.
- 1대 코치 : 민태웅 중사, 강도경 플레잉코치(주장 겸임)
- 2대 코치 : 오동수 중사
- 3대 코치 : 김남기 하사, 안기효 플레잉코치

## 공군을 거쳐간 선수들
- 1기
  - 2006년 - 강도경, 조형근, 최인규, 임요환, 성학승 - 모두 은퇴
  - 2007년 - 이재훈, 김선기, 김환중, 이주영, 박대만 - 모두 은퇴
- 2기
  - 2008년 - 박정석, 한동욱, 오영종, 홍진호, 차재욱 - 모두 은퇴
  - 2009년 - 박태민, 서지훈, 민찬기, 박영민 - 모두 은퇴
- 3기
  - 2010년 - 김경모, 안기효, 손석희, 이성은, 변형태, 김태훈 - 모두 은퇴.
- 4기
  - 2011년 - 임진묵, 고인규, 권수현, 이정현, 차명환, 김구현 - 모두 은퇴
  - 2012년 - 김승현 - 은퇴

## 주요 종목
- 스타크래프트

## 트리비아
- 공군 ACE의 ACE는 Airforce Challenge E-sports의 약어로, E-Sports에 도전하는 공군을 뜻한다. 창단 당시 ACE로 정한 것은 공군이 전시에 최고의 전투기 조종사에게 붙여지는 명칭으로 최고가 되겠다는 뜻을 가지고 있다.
- 공군 ACE의 팀 로고는 공군 최신예 F-15K 전투기가 창공을 비상하는 형상으로 디자인됐고, 선수 유니폼은 공군 빨간마후라의 투혼을 의미하는 붉은색 옷깃과 함께 국산 초음속훈련기 T-50을 연상시키도록 디자인되었다.
- 세계 최초의 군 소속 프로 게임단(The first military pro-gaming team)으로 기네스북(2009 Guinness World Records Gamer's Edition)에 등재되었다.
- 최인규는 2007년 5월 6일, 전 시즌 MSL 우승자였던 김택용(당시 MBC게임 히어로, 현 SK 텔레콤 T1)을 제압하고 2003년 7월 5일 KTF 에버컵 프로리그에서 GO팀 소속으로 승리를 거둔 이래 1402일만의 프로리그 승리를 거두었다.
- 김선기는 2008년 5월 31일 신상문(당시 온게임넷 스파키즈, 현 하이트 엔투스)을 제압하고 2005년 11월 23일 이후 921일만의 프로리그 개인전 승리를 거두었다.
- 이주영은 2009년 5월 17일 하이트 스파키즈전에서 공군 저그 최초로 단일 경기에서 에이스 결정전까지 2승을 거두었다.
- 홍진호는 2009년 6월 20일 김택용(SK 텔레콤 T1)을 꺾고 2007년 6월 17일 신상문전 이후 735일만의 프로리그 개인전 승리를 거두었다.
- 민찬기는 공군 게이머 최초로 양대 메이저 개인리그(스타리그, MSL)에 동시 진출했다.
- 신한은행 프로리그 09-10 2라운드에서 프로리그 사상 최초로 단일 라운드 전패를 기록했다.[6]
- 박대만(당시 웅진 스타즈, 현 GSL 해설위원)은 2009년 9월 29일 MSL 서바이버 토너먼트 예선전을 통과하며 공군 ACE 출신 최초의 개인리그 진출자가 되었다.
- 이 팀에 소속되어 있던 김성기는 2010년 5월 스타크래프트 승부 조작 사건에 연루된 것으로 밝혀지면서 군 검찰 회부와 더불어 KeSPA로부터도 영구제명 징계를 받음에 따라 팀에서도 방출되었다. 그리하여 김성기는 유일하게 전역이 아닌 다른 이유로 공군 ACE를 떠난 선수가 되었다.
- 김경모는 2010년 12월 19일 신한은행 프로리그 10-11 2라운드 SK텔레콤 T1전에서의 승리로 10승(6패)을 기록하면서, 팀과 개인 공히 16번째 경기만에 10승을 따내어 프로리그 단일 시즌에서 가장 빠른 10승을 기록한 유일한 공군 선수가 되었다.
- 2010년 12월 25일, 공군은 STX 소울과의 신한은행 프로리그 10-11 2라운드 경기에서 4:1로 승리하며 라운드 전적 5승 3패를 기록, 2라운드 잔여 경기의 결과와 상관없이 창단 최초로 프로리그 위닝 라운드를 기록하였다.
- 안기효는 2011년 3월 20일 장윤철(하이트 엔투스)을 꺾고 2009년 1월 28일 이후 781일만의 공식전, 2007년 12월 12일 이후 1194일만의 프로리그 개인전 승리를 거두었다.
- ABC마트 MSL 2011의 본선에 공군 소속의 민찬기, 김경모, 이성은이 진출하였는데, 공군 소속 3인의 개인리그 진출은 공군 역사상 최다 기록이다.
- 공군 에이스에서 활동하였던 선수 중 전역 후 99%가 은퇴해서 은퇴 양성소로 악명이 높았으며 선수생활 연장에 거의 도움이 되지 않는다는 비판이 있었다. 실제로 공군에이스 소속 선수들 중 전역 후 곧바로 은퇴를 하는 프로게이머가 대다수였으며 성공적으로 프로게이머로 복귀한 사례가 극소수에 불과하다.(임요환, 박정석, 오영종, 김구현이 그나마 전역이후 활동하였지만, 저들도 정작 제대 후에는 공식전에서 승리를 거의 하지 못했고 결국 은퇴하였다. 이외에도 복귀한 선수도 몇명 있었지만(박대만, 이재훈, 김환중, 홍진호, 민찬기, 임진묵) 전부 출전을 하지 않다가 모두 반 년도 못가서 은퇴하였다.) 그나마 손석희만이 전역 이후 스타크래프트 II 프로게임단에 입단하며 선수생활을 길게 이어갔으나 이쪽도 현재는 프로게이머 생활을 사실상 그만둔 상태다.

## 같이 보기
- 대한민국 공군